# Ramon Sanahuja Soler
Ramon Sanahuja Soler (Tàrrega, Urgell, 1905 – Montpeller, 1941) fou un advocat i polític català, delegat de la Generalitat a Tarragona durant la guerra civil espanyola.
Llicenciat en dret i militant d'Esquerra Republicana de Catalunya, vivia a Constantí i Tarragona i col·laborava al diari Avançada. Després dels fets del sis d'octubre de 1934 fou detingut per les autoritats espanyoles. Fou empresonat a un vaixell al port de Tarragona i jutjat per un consell de guerra, que el va absoldre. En 1935 fou membre del Patronat d'Assistència Social i també fou delegat de la Conselleria de Treball de la Generalitat de Catalunya. també fou membre de la francmaçoneria.
Durant la guerra civil va dirigir els diaris Front Antifeixista i Llibertat. De 1938 fins a gener de 1939 fou comissari delegat de la Generalitat a la província de Tarragona (equivalent a President de la Diputació). Durant el seu mandat fou un dels encarregats d'organitzar l'evacuació final abans de l'entrada de les tropes feixistes a Tarragona. Es va exiliar amb la seva família primer a Tolosa i després a Montpellier, on va morir el 1941.